# Unione montana del Catria e Nerone
L'Unione montana del Catria e Nerone è un'unione di comuni, con sede a Cagli, in provincia di Pesaro e Urbino nelle Marche. È attiva dal 1º gennaio 2015, in sostituzione della Comunità montana del Catria e Nerone, soppressa dal 31 dicembre 2014 in attuazione della legge regionale n.35 del 2013 concernente le “Norme in materia di unioni montane ed esercizio associato delle funzioni dei comuni montani”. Prende il nome dal Monte Catria e dal Monte Nerone.

## Comuni
L'attuale unione è costituita dai comuni di:
| Rank | Comune              | Superficie (km²) | Abitanti | Densità (ab./km²) | Altitudine (m s.l.m.) | Frazioni |
| ---- | ------------------- | ---------------- | -------- | ----------------- | --------------------- | --- |
| 1    | Acqualagna          | 50,69            | 4 294    | 84,67             | 204                   | Bellaria, Canfiagio, Ca' Romano, Case nuove, Farneta, Fossato, Furlo, Naro, Pelingo, Petriccio, Pole                            |
| 2    | Apecchio            | 103,11           | 1 756    | 17,26             | 493                   | Caselle Salceto, Colombara, Osteria Nuova,Pian del Serra, Pian di Molino, San Martino del Piano, Serravalle di Carda, Valdara   |
| 3    | Cagli               | 226,46           | 8 192    | 36,95             | 276                   | Abbadia di Naro, Acquaviva, Ca' Bargello, Ca' Rio, Cerreto, Foci, Massa, Moria, Paravento, Pianello, Pieia, Secchiano, Smirra   |
| 4    | Cantiano            | 83,25            | 2 046    | 25,59             | 360                   | Chiaserna, Fossato, Moria, Palcano, Pontedazzo, Pontericciòli, San Crescentino, Balbano, Vilano, San Rocco, Palazzo, Tranquillo |
| 5    | Frontone            | 36,08            | 1 235    | 34,12             | 412                   | Castello, Colombara, Foce, Caprile, San Savino, Buonconsiglio                                                                   |
| 6    | Serra Sant'Abbondio | 32,8             | 944      | 29,42             | 523                   | Colombara, Leccia, Montevecchio, Petrara, Piccione, Poggetto, Villa                                                             |

I dati sono aggiornati al 31/12/2020
Rispetto alla precedente Comunità montana, non ha aderito al nuovo ente il comune di Piobbico, ma si sono aggiunti i comuni di Frontone e Serra Sant'Abbondio, che avevano fatto parte della soppressa Comunità montana del Catria e Cesano.

## Come raggiungere l'Unione montana del Catria e Nerone
- Autostrada A14 (Bologna-Taranto) Uscita Fano
- Superstrada SS 73 bis (Fano-Grosseto)
- Ss Flaminia (Fano-Roma)
- Stazione ferroviaria di Fano
- Aeroporto di Ancona-Falconara